# Torwald
Torwald (język staronordyjski Þórvaldr) – imię męskie, oznaczające „władający z nadania boga Tora”, występuje także jako ang. Thorvald, szw., norw. Torvald lub niem. Thorwald. 
Istnieje islandzkie nazwisko Þorvaldur.